# Futebol Clube de Arouca
O Futebol Clube de Arouca é um clube português, fundado a 25 de dezembro de 1952 por Fernando Pinto Calçada, localizado na vila de Arouca, freguesia da União das Freguesias de Arouca e Burgo, concelho de Arouca, município da Área Metropolitana do Porto e da Região do Norte. Participa atualmente na Primeira Liga.
O seu estádio é o Estádio Municipal de Arouca, que se encontra situado no vale do rio Arda, na Vila de Arouca, Área Metropolitana do Porto, Região do Norte, junto à zona desportiva. O seu atual presidente é Carlos Pinho.

## História
A história do Futebol Clube de Arouca está muito ligada ao Futebol Clube do Porto, tendo sido a filial n.º 40 do Futebol Clube do Porto, o que é também um reflexo e um indicador da forte ligação socioeconómica, que sempre existiu, dos arouquenses com o espaço urbano do Porto, para além da proximidade territorial, visto que a fronteira de São Miguel do Mato (Arouca) com Gondomar dista cerca de 20 km da cidade do Porto. Em Arouca, nasceu um dos presidentes do Futebol Clube do Porto: o banqueiro Afonso Pinto de Magalhães, fundador e presidente da Sonae, que foi Presidente Honorário do Futebol Clube de Arouca. O primeiro estádio de futebol do Futebol Clube de Arouca, localizado no lugar das Costeiras, entre Arouca e Moldes, utilizado, atualmente, pelas camadas mais jovens do Futebol Clube de Arouca, tem o nome de 'Campo Afonso Pinto de Magalhães', pelo facto de Afonso Pinto de Magalhães ter comprado o terreno e ter contribuído para a construção do campo de futebol, na altura em que era presidente do Futebol Clube do Porto, tendo sido inaugurado, em 1971, com um jogo disputado entre o Futebol Clube de Arouca e o Futebol Clube do Porto. O mesmo aconteceu no ano de 2006, na inauguração do novo estádio do Futebol Clube de Arouca, com um jogo disputado entre o Futebol Clube de Arouca e o Futebol Clube do Porto. Em Arouca, também nasceu o médico estomatologista e professor universitário Dr. Fernando Peres, que foi médico do Futebol Clube do Porto nos anos 60 e 70 do século XX. O ortopedista e professor universitário Dr. José Carlos Noronha, que é colaborador do Futebol Clube do Porto, tem origens familiares em Arouca. 
Jorge Gabriel foi treinador adjunto e treinador principal do Futebol Clube de Arouca. Entre 2010 e 2011, o treinador foi Henrique Nunes. Em Setembro 2011, a direção do Futebol Clube de Arouca contratou Vítor Manuel Oliveira, que, a 12 de Maio de 2013, confirmou a subida à Primeira Liga, contratando Pedro Emanuel para a época de 2013/14, tendo continuado, como treinador, até ao fim da época de 2014/2015, garantindo a manutenção do clube na Primeira Liga. Em Maio de 2015, com a cessação de funções de Pedro Emanuel, o Arouca contrata Lito Vidigal para a época de 2015/2016, tendo o professor Neca como braço direito.
A 23 de Agosto de 2015, o FC Arouca liderou, pela primeira vez, a Primeira Liga, após ter vencido o bicampeão Benfica por 1-0. A 7 de Maio de 2016, orientado por Lito Vidigal, garantiu, pela primeira vez, num feito inédito da história deste clube de futebol nortenho, da Área Metropolitana do Porto e da Região do Norte, sediado na Vila de Arouca, no vale do rio Arda, o acesso à Liga Europa da UEFA, a uma jornada de terminar a Liga portuguesa. Na época 2016/17, desceu de divisão para a Segunda Liga.
Na época 2018/19 desceu para o Campeonato de Portugal.
Na época 2019/20 subiu para a Segunda Liga depois de ter sido o segundo clube com mais pontos entre as 4 séries do Campeonato de Portugal.
Na época 2020/21 ganhou ao Rio Ave no play-off de subida e manutenção depois de ter terminado em 3 lugar a Segunda Liga garantido a subida à Primeira Liga.
Na época 2022/23, o FC Arouca treinado por Armando Evangelista, terminou a Primeira Liga em 5ºlugar, garantido assim o acesso à 3.ª Pré-Eliminatória da Liga Conferência Europa da UEFA de 2023–24. Após a época terminar, o treinador Armando Evangelista anunciou a sua saída do Arouca.
Daniel Ramos foi o escolhido para suceder Armando Evangelista no comando do Arouca, na época 2023/24. Nesta época o Arouca tinha pela frente, pela 2ª vez na sua história, uma competição europeia, neste caso, a Liga Conferência. O Arouca entrou nesta competição na 3.ª Pré-Eliminatória, onde foi sorteado para jogar contra o Sportsklubben Brann, clube norueguês recém-promovido para a primeira divisão da Noruega. O Arouca ganhou a 1ª mão, na sua casa, por 2-1, tendo Cristo González e  Rafa Mujica apontado os golos para a formação arouquense. Na 2ª mão, o Arouca perdeu por 3-1, acabando  por ser eliminado desta  3ª edição da Liga Conferência. Neste jogo, o Arouca sofreu os 3 golos na  1º parte, mas ainda conseguiu estar perto da reviravolta no agregado, com Morlaye Sylla a marcar perto do fim, no entanto não foi suficiente, e esta eliminatória acabou por terminar com um agregado de 4-3 para a formação norueguesa. Este jogo ficou marcado com uma polémica devido à  Sport TV Portugal  não ter transmitido a 2ª mão desta eliminatória, jogada na Noruega, como era previsto, impossibilitando assim tanto adeptos arouquenses tanto adeptos de futebol português em geral, de assistirem ao jogo.

## Palmarés
| Competições Nacionais | Competições Nacionais            | Competições Nacionais | Competições Nacionais |
| Competição            | Competição                       | Venceu                | Época                 |
| --------------------- | -------------------------------- | --------------------- | --------------------- |
|                       | II Divisão (3 Nível)             | 1                     | 2009–10               |
|                       | III Divisão (4 Nível)            | 1                     | 2007–08               |
| Competições Regionais |                                  |                       |                       |
| Competição            | Competição                       | Venceu                | Época                 |
|                       | Campeonato de Elite da AF Aveiro | 2                     | 2002–03, 2006–07      |
|                       | 2ª Divisão da AF Aveiro          | 2                     | 1979–80, 1986–87      |
|                       | Supertaça da AF Aveiro           | 1                     | 2006–07               |
| [carece de fontes?]   |                                  |                       |                       |

## Presenças e Performances
| Competições Nacionais | Competições Nacionais                 | Competições Nacionais | Competições Nacionais   |
|                       | Competição                            | Presenças             | Melhor posição          |
| --------------------- | ------------------------------------- | --------------------- | ----------------------- |
|                       | Primeira Liga                         | 7                     | 5°                      |
|                       | Segunda Liga                          | 6                     | 2°                      |
|                       | II Divisão B e Campeonato de Portugal | 5                     | 1º                      |
|                       | III Divisão                           | 3                     | 1º                      |
|                       | Taça de Portugal                      | 18                    | Quartos-de-final        |
|                       | Taça da Liga                          | 11                    | Meia-final (Final Four) |

Atualizado a 20 de Agosto de 2023.

### Classificações por época
| Época | I  | II     | IIB  | III | D  | Pts    | J  | V  | E  | D  | GM | GS | TP        | TL        |
| 1998–99 |    |        |      |     | 5  | 44 pts | 30 | 13 | 5  | 12 | 32 | 37 | N.A.      | -         |
| 1999–00 |    |        |      |     | 11 | ?      | 30 | ?  | ?  | ?  | ?  | ?  | N.A.      | -         |
| 2000–01 |    |        |      |     | 1  | 62 pts | 30 | 18 | 8  | 4  | 44 | 18 | N.A.      | -         |
| 2001–02 |    |        |      | 15  |    | 39 pts | 34 | 11 | 6  | 17 | 44 | 60 | 1ª Elimin | -         |
| 2002–03 |    |        |      |     | 1  | 89 pts | 38 | ?  | ?  | ?  | ?  | ?  | N.A.      | -         |
| 2003–04 |    |        |      | 15  |    | 40 pts | 34 | 11 | 7  | 16 | 41 | 46 | 2ª Elimin | -         |
| 2004–05 |    |        |      |     | 3  | 75 pts | 38 | 21 | 12 | 5  | 54 | 29 | N.A.      | -         |
| 2005–06 |    |        |      |     | 5  | 65 pts | 38 | 19 | 8  | 11 | 68 | 42 | N.A.      | -         |
| 2006–07 |    |        |      |     | 1  | 81 pts | 34 | 25 | 6  | 3  | 67 | 18 | N.A.      | -         |
| 2007–08 |    |        |      | 1   |    | 48 pts | 36 | 21 | 9  | 6  | 59 | 26 | 2ª Elimin | N.A.      |
| 2008–09 |    |        | 7    |     |    | 29 pts | 22 | 9  | 2  | 11 | 26 | 23 | 4ª Elimin | N.A.      |
| 2008–09 | 7  | 31 pts | 10   | 5   | 1  | 4      | 12 | 13 |    |    |    |    | 4ª Elimin | N.A.      |
| 2009–10 |    |        | 1    |     |    | 57 pts | 30 | 17 | 6  | 7  | 41 | 23 | 2ª Elimin | N.A.      |
| 2009–10 | 1  | 6 pts  | 4    | 2   | 0  | 2      | 4  | 5  |    |    |    |    | 2ª Elimin | N.A.      |
| 2010–11 |    | 5      |      |     |    | 57 pts | 30 | 11 | 10 | 9  | 47 | 41 | 3ª Elimin | 3ª fase   |
| 2011–12 |    | 13     |      |     |    | 34 pts | 30 | 7  | 13 | 10 | 32 | 36 | 2ª Elimin | 1ª fase   |
| 2012–13 |    | 2      |      |     |    | 73 pts | 42 | 21 | 10 | 11 | 65 | 48 | 1/4 final | 1ª fase   |
| 2013–14 | 12 |        |      |     |    | 31 pts | 30 | 8  | 7  | 15 | 28 | 42 | 5ª Elimin | 2ª fase   |
| 2014–15 | 16 |        |      |     |    | 28 pts | 34 | 7  | 7  | 20 | 26 | 50 | 3ª Elimin | 3ª fase   |
| 2015–16 | 5  |        |      |     |    | 54 pts | 34 | 13 | 15 | 6  | 47 | 38 | 1/4 final | 3ª fase   |
| 2016–17 | 17 |        |      |     |    | 32 pts | 34 | 9  | 5  | 20 | 33 | 57 | 3ª Elimin | 3ª fase   |
| 2017–18 |    | 6      |      |     |    | 59 pts | 38 | 16 | 11 | 11 | 42 | 37 | 4ª Elimin | 2ª fase   |
| 2018–19 |    | 16     |      |     |    | 40 pts | 34 | 10 | 10 | 13 | 40 | 45 | 4ª Elimin | 2ª fase   |
| 2019–20 |    |        | 1[a] |     |    | 58 pts | 25 | 18 | 4  | 3  | 49 | 19 | 4ª Elimin | N.A.      |
| 2020–21 |    | 3[b]   |      |     |    | 70 pts | 34 | 20 | 10 | 4  | 55 | 26 | 3ª Elimin | N.A.      |
| 2021–22 | 15 |        |      |     |    | 31 pts | 34 | 7  | 10 | 17 | 30 | 54 | 3ª Elimin | 2ª fase   |
| 2022–23 | 5  |        |      |     |    | 54 pts | 34 | 15 | 9  | 10 | 36 | 37 | 1/8 final | 1/2 final |
| 2023-24 |    |        |      |     |    | 4pts   | 2  | 1  | 1  | 0  | 6  | 5  |           |           |
| I - 1.ª Divisão; II - 2.ª Divisão; IIB - 2.ª Divisão B; III - 3.ª Divisão; D - AF Aveiro; Pts - Pontos; J - Jogos; V - Vitórias; E - Empates; D - Derrotas; GM - Golos Marcados; GS - Golos Sofridos; N.A. - Não Apurado; # - Ainda em prova; ? - Sem dados; TP - Taça de Portugal; TL - Taça da Liga |    |        |      |     |    |        |    |    |    |    |    |    |           |           |

|  | Qualificação à divisão superior    |
|  | Desqualificação à divisão inferior |

a. ↑  Campeonato suspenso devido à Pandemia de COVID-19
b. ↑  Derrotou o Rio Ave no play-off e subiu à I Liga.
Atualizado a 20 de agosto de 2023.

## Treinadores
| #                   | Nome                | Período       | Palmarés                                                    | Ref. |
| ------------------- | ------------------- | ------------- | ----------------------------------------------------------- | ---- |
| 18                  | Daniel Ramos        | 2023-Presente |                                                             |      |
| 17                  | Armando Evangelista | 2020-2023     |                                                             |      |
| 16                  | Henrique Nunes      | 2019-2020     |                                                             |      |
| 15                  | Quim Machado        | 2018-2019     |                                                             |      |
| 14                  | Miguel Leal         | 2017-2018     |                                                             |      |
| 13                  | Jorge Costa         | 2017          |                                                             |      |
| 12                  | Jorge Leitão        | 2017          |                                                             |      |
| 11                  | Manuel Machado      | 2017          |                                                             |      |
| 10                  | Lito Vidigal        | 2015-2017     |                                                             |      |
| 9                   | Pedro Emanuel       | 2013-2015     |                                                             |      |
| 8                   | Vítor Olveira       | 2011-2013     |                                                             |      |
| 7                   | Henrique Nunes      | 2009-2011     | 1 II Divisão (3 Nível)                                      |      |
| 6                   | Carlos Secretário   | 2009          |                                                             |      |
| 5                   | José Pedro          | 2008-2009     |                                                             |      |
| 4                   | Jorge Gabriel       | 2007-2008     | 1 III Divisão (4 Nível)                                     |      |
| 3                   | Rui Correia         | 2006-2007     | 1 Campeonato de Elite da AF Aveiro 1 Supertaça da AF Aveiro |      |
| Sem dados 2005-2006 |                     |               |                                                             |      |
| 2                   | Vasco Coelho        | 2004-2005     |                                                             |      |
| Sem dados 2002-2004 |                     |               |                                                             |      |
| 1                   | Francisco Batista   | 2001-2002     |                                                             |      |
| Sem dados 1952-2002 |                     |               |                                                             |      |

## Equipamentos
| Período             | Material Desportivo | Patrocinador (Principal)  |
| ------------------- | ------------------- | ------------------------- |
| 2019–Presente       | Skita               | Const. Carlos Pinho, Lda. |
| 2018-2019           | Skita               | Nenhum                    |
| 2017-2018           | Joma                | Const. Carlos Pinho, Lda  |
| 2015–2017           | Joma                | Banco Bic                 |
| 2013–2015           | Macron              | Banco Bic                 |
| 2011–2013           | Joma                | Const. Carlos Pinho, Lda. |
| 2010–2011           | Lacatoni            | Cavadinha                 |
| Sem dados 1952-2010 |                     |                           |
| [ 11 ]              |                     |                           |

## Dados e Estatísticas
Atualizado em "20" de "Agosto" de "2023"
| Melhores marcadores do | Melhores marcadores do | Melhores marcadores do |      | Jogadores com mais jogos no | Jogadores com mais jogos no | Jogadores com mais jogos no |
| Rank                   | Jogador                | Golos                  | Rank | Jogador                     | Jogos                       |                             |
| ---------------------- | ---------------------- | ---------------------- | ---- | --------------------------- | --------------------------- | --------------------------- |
| 1                      | Joeano                 | 46                     | 1    | Nuno Coelho                 | 174                         |                             |
| 2                      | Roberto                | 32                     | 2    | André Bukia                 | 163                         |                             |
| 3                      | Fábio Fortes           | 27                     | 3    | David Simão                 | 149                         |                             |
| 4                      | Adílio Santos          | 24                     | 4    | João Basso                  | 136                         |                             |
| 5                      | André Bukia            | 23                     | 5    | Thales                      | 133                         |                             |
| 6                      | André Silva            | 21                     | 6    | Roberto                     | 124                         |                             |
| 7                      | João Basso             | 19                     | 7    | Adílio Santos               | 117                         |                             |
| 8                      | Rafa Mújica            | 18                     | 8    | Rafael Bracali              | 102                         |                             |
| 9                      | Oday Dabbagh           | 15                     | 9    | Quaresma                    | 101                         |                             |
| 10                     | Kiko                   | 14                     | 10   | André Claro                 | 100                         |                             |
|                        |                        |                        |      |                             |                             |                             |

## Estruturas

### Estádio Municipal de Arouca

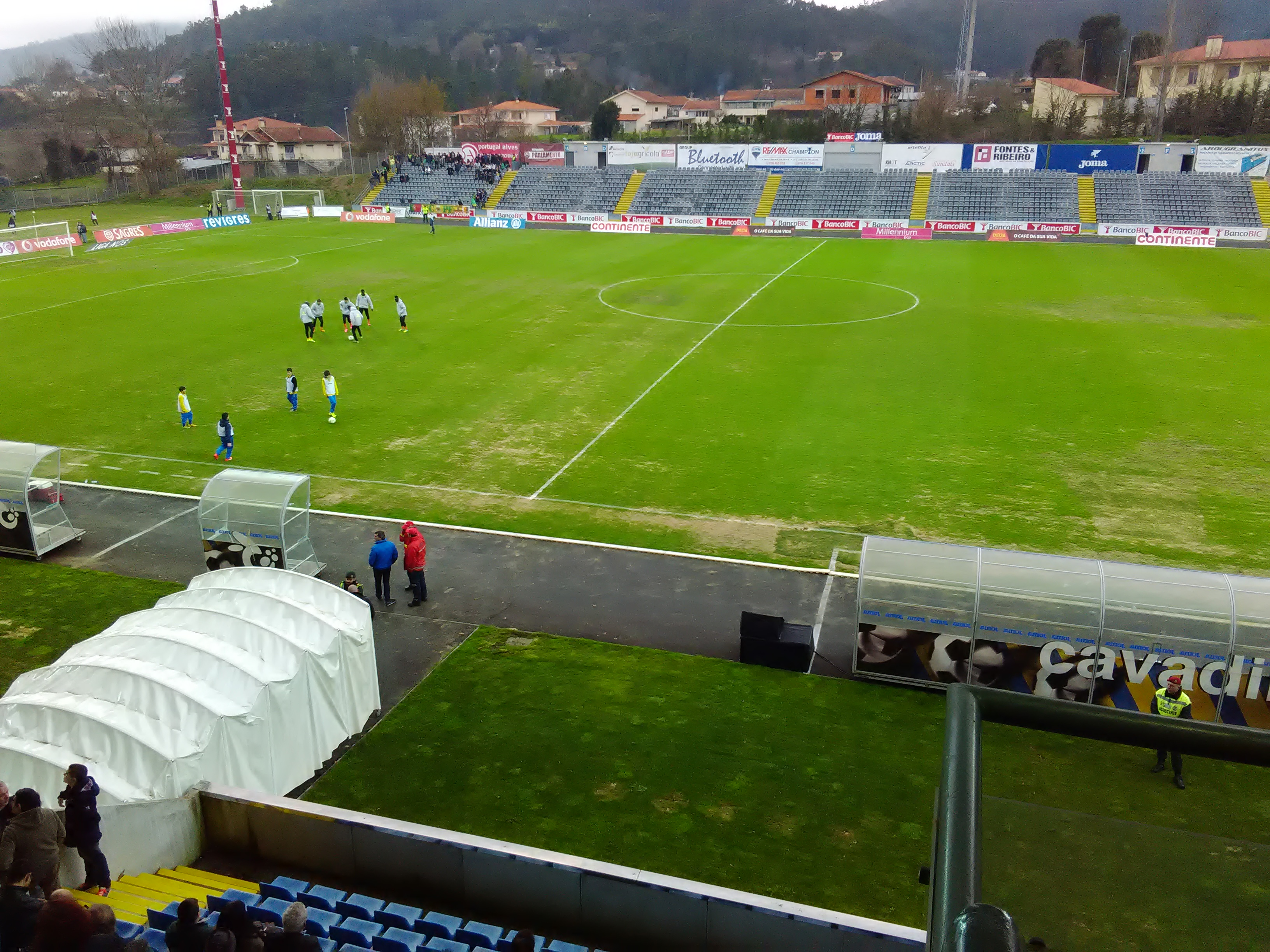
Estádio Municipal de Arouca em 2016

O Futebol Clube de Arouca disputa os seus jogos, em casa, no Estádio Municipal de Arouca, com capacidade para 5 600 espectadores.
O Estádio Municipal de Arouca, inaugurado em 2006, encontra-se situado no vale do Arda, na vila de Arouca, junto à zona desportiva, freguesia da União das Freguesias de Arouca e Burgo, concelho de Arouca, Área Metropolitana do Porto, Região do Norte. Após a confirmação da subida à Primeira Liga, o estádio foi alvo de uma remodelação, aumentando a sua lotação para 5 600 espectadores.
O estádio está apetrechado com uma zona de imprensa, dotada de ótimas instalações, bem como camarote de convidados e camarote presidencial.
Os balneários foram também alvo de uma profunda remodelação. O estádio conta, agora, com equipamentos de excelente qualidade: Ginásio, Departamento Clínico, Sala de Imprensa e Sala de Scouting.

## Presidentes
| #                   | Nome         | Período       | Palmarés                                                                                                   |
| ------------------- | ------------ | ------------- | --- |
| 1                   | Carlos Pinho | 2006-presente | 1 II Divisão (3 Nível) 1 III Divisão (4 Nível) 1 Campeonato de Elite da AF Aveiro 1 Supertaça da AF Aveiro |
| Sem dados 1952-2006 |              |               | |
| [ 12 ]              |              |               | |